# Frank Hann

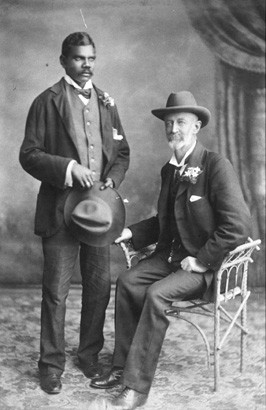
Frank Hann mit seinem Assistenten Talbot (Foto um 1910)

Frank Hugh  Hann (* 19. Oktober 1846 in Wiltshire, England; † 23. August 1921 in Cottesloe, Perth, Western Australia, Australien) war ein britischstämmiger Entdeckungsreisender und Viehzüchter in Australien.

## Frühe Jahre
Frank war der Sohn von Joseph Hann und seiner Frau Elizabeth, geborene Sharpe. Seine Eltern, er und sein älterer Bruder William Hann emigrierten im Jahr 1851 aus dem Wiltshire ins Gebiet des Westernports in Victoria. 1862 ging sein Vater in das neu erkundete Gebiet des Burdekin River in Queensland, wo er mit Richard Daintree und weiteren Investoren aus Melbourne die Viehstationen Bluff Downs, Maryvale und Lolworth aufbaute. Nach der großen Flut im Januar 1864 im Gebiet des Burdekin River wurde die Existenzgrundlage seines Vaters zerstört.

## Berufliche Jahre
Frank Hann verwaltete die Lolworth Station von 1865 bis 1870. Als sich die Viehwirtschaft im Jahr 1875 wieder erholte, übernahm er die Lawn Hill Station im Gulf Country. Nach wirtschaftlichen Schwierigkeiten, verließ er im Jahr 1894 diese Viehstation und ging nach Western Australia. Dort war er auf der Suche nach geeignetem Land nicht erfolgreich, entdeckte den Lake Disappointment und kehrte 1897 wieder nach Queensland zurück, wo er am Goldrausch am Mount Broome in der westlichen Kimberley teilnahm.

## Expeditionensjahre
Im Winter des Jahres 1898 drang Frank Hann in die King Leopold Ranges ein, die bis zur damaligen Zeit als unüberwindlich galt. Er entdeckte und benannte den Charnley und Isdell River. Er entdeckte 1898 den 118 km langen Adcock River, ein Nebenfluss des Fitzroy River, den er nach Charles und William Adcock benannte, die ihn freundlich unterstützt hatten.
Hann fand geeignetes Land für die Viehwirtschaft und übernahm 2590 km² Land, hatte aber keine finanziellen Mittel zum Aufbau einer Viehwirtschaft und konnte es nicht verwerten. Hann lebte danach vier Jahre lang in Perth. Anschließend wurde er von der Regierung von Western Australia beauftragt ihre Wüstengebiet zu erkunden. 1903 fand er einen Weg von Laverton bis an die Warburton Ranges an der Grenze zu South Australia. 1907 war er am Goldrausch bei Queen Victoria Springs beteiligt.

## Letzte Jahre
Seit einem Unfall im Jahr 1918 war Hann auf Gehhilfen angewiesen. Er kehrte nach Cottesloe, einem Vorort von Perth, zurück, wo er 1921 verstarb.
In seinen letzten Lebensjahren korrespondierte er mit Daisy Bates, mit der er die Auffassung teilte, dass die Regierung ein Sozialsystem für die Aborigines aufbauen müsse.

## Ehrungen
Der im Jahr 1898 von Frank Hann entdeckte und von ihm benannte Philips River in Western Australia wurde im Jahr 1900 in Hann River umbenannt, ein Zufluss des Fitzroy River. Der Frank-Hann-Nationalpark wurde 1970 nach Frank Hann benannt, der dieses Gebiet im Jahr 1901 durchquerte.